# سطح غاوسي

أمثلة عن أسطح غاوسية صالحة (يسار) وغير صالحة (يمين). يسار: بعض الأسطح الغاوسية الصالحة تحتوي على سطح من كرة أو سطح من طارة أو سطح من مكعب، وهذه أسطح مغلقة و تحتوي تماماً على حجم ثلاثي الأبعاد. يمين: بعض الأسطح غير صالحة لتصبح أسطح غاوسية مثل، سطح دائري وسطح مربعي وسطح نصف دائري، لأنها لا تحتوي على حجماً ثلاثي الأبعاد ولديها حدود (حمراء).

السطح الغاوسي هو سطح مغلق في فراغ ذو بعد ثلاثي والذي يحسب من خلاله تدفق للحقل الشعاعي؛ إما هذا الحقل أن يكون حقل حقل جاذبية أو حقل كهربائي أو حقل مغناطيسي. وهو سطح مغلق ويستخدم فيه معادلة (S = ∂VV) مع قانون غاوس للحقل الملائم (قانون غاوس الجاذبي أو قانون غاوس الكهربائي أو قانون جاوس المغناطيسي) عن طريق التكامل السطحي وذلك لحساب العدد الكلي لكمية المصدر المتضمنة، كمثال، كمية الكتلة إذا كان المصدر هو حقل جاذبي أو كمية الشحنة الكهربائية إذا كان المصدر حقل كهربائي.
لتوضيح الأمور، سنعتبر الحقل الكهربائي في هذه المقالة، هو الحقل الأكثر شيوعاً لتطبيق مبدأ السطح.
الأسطح الغاوسية تختار بدقة لإستغلال التناظر في حالة معينة لتبسيط حسابات التكامل السطحي. إذا تم اختيار سطح غاوسي بأن لكل نقطة على سطح تكون محصلتها(المكونة من حقل الكهربائي وناظم السطح) ثابتة، فإن الحساب لا يتطلب تكامل صعب، وذلك لأن الثوابت التي تحقق في المحصلات يمكن أن تشطب من التكامل.

## الأسطح الغاوسية الشائعة
عند أداء تفاضل لسطح مغلق، فإن السطح الغاوسي لا يتضمنن بالضرورة كل الشحنة الكهربائية. وإضافةً على ذلك، ليس بالضرورة أن نختار سطح غاوسي الذي يستخدم التناظر في حالة معينة (كما في الأمثلة بالأسفل) ولكن، الحسابات تكون قليلة المشقة بكثير إذا استخدمنا السطح الغاوسي المناسب.
أغلب المعادلات التي تستخدم الأسطح الغاوسية تبدأ بتطبيق قانون غاوس (للكهربائية)
حيث (V(Q هي الشحنة الكهربائية المتضمنة داخل V السطح المغلق.
هذا هو قانون غاوس الذي يدمج بين قانون كولوم ومبرهنة التباعد>

### السطح الكروي
يستخدم سطح كروي غاوسي عندما يبحث عن الحقل الكهربائي أو تدفق كهربائي المنتج من أياً من الآتي:
1. شحنة نقطية
2. شحنة على شكل قشرة كروية موزعة بشكل متجانس
3. أي توزيع آخر للشحنة ولكن بتناظر كروي

يختار السطح الغاوسي الكروي بحيث تكون متركز حول توزيع الشحنة.

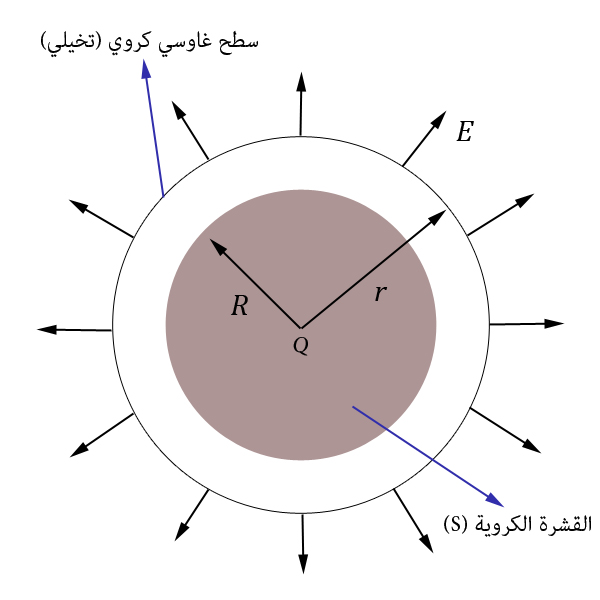
r>R السطح الغاوس الكروي أكبر من القشرة الكروية

#### مثال
افرض أن قشرة كروية مشحونة (S) سمكها لا يذكر، ولديها شحنة متجانسة التوزيع (Q) ونصف قطر القشرة الكروية (R). هنا يمكننا استخدام معادلة غاوس لمعرفة مقدار محصلة الحقل الكهربائي (E) أو التدفق الكهربائي (ϕ). وذلك بتخيل سطح غاوسي كروي على مسافة (r) (نصف قطره) من وسط القشرة الكروية المشحونة.

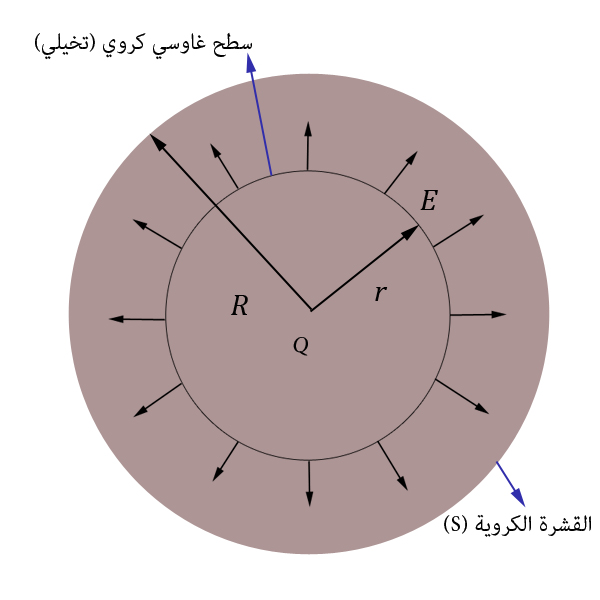
r<R السطح الغاوس الكروي أصغر من القشرة الكروية

إذا كان r>R أي نصف قطر السطح الغاوسي (r) أكبر من نصف قطر القشرة الكروية (R)، فإن مقدار الحقل المغناطيسي متساوي على جميع النقاط داخل السطح ومتجه للخارج. التدفق الكهربائي يساوي مقدار الحقل المغناطيسي مضروب في مساحة السطح الكروي.
وإستناجأً من قانون غاوس الذي يمكن أن يعرف بأنه الشحنة الكلية Q الموجودة في مساحة مقسمة على سماحية الفراغ ε0. فبذلك يمكن صياغته رياضيا كما يلي:
{\displaystyle \phi ={Q \over \varepsilon _{0}}}
لحساب التدفق الكهربائي {\displaystyle \phi =EA=E4\pi r^{2}={Q \over \varepsilon _{0}}}
لحساب مقدار الحقل الكهربائي {\displaystyle E={Q \over 4\pi \varepsilon r^{2}}}
إذا كان R>r أي نصف قطر السطح الغاوسي (r) أصغر من نصف قطر القشرة الكروية (R)، أي ان نتخيل السطح الغاوسي الكروي يصبح داخل القشرة الكروية أي ان السطح الغاوسي يضم أقل من قيمة الشحنة الكلية Q.
فلحساب التدفق الكهربائي و مقدار الحقل الإلكتروني
نرى إن {\displaystyle {Q \over Q'}={{4 \over 3}\pi r^{3} \over {4 \over 3}\pi r^{3}}}
فإن {\displaystyle Q'=Q{r^{3} \over R^{3}}}
وحسب الإستنتاج السابق لقانون غاوس
فإن لحساب التدفق الكهربائي {\displaystyle \phi =E4\pi r^{2}={Qr^{3} \over \varepsilon _{0}R^{3}}}
لحساب مقدار الحقل الكهربائي {\displaystyle E={Qr \over 4\pi \varepsilon R^{3}}}

### السطح الإسطواني
يستخدم سطح لإسطواني غاوسي عندما يبحث عن الحقل الكهربائي أو تدفق كهربائي المنتج من أياً من الآتي:
- خط طويل لامتناهي من الشحنة المنتظمة
- مستوى لامنتاهي من الشحنة المنتظمة

#### مثال
افترض ان نقطة ما تسمى (P) على مسافة (r) من شحنة على شكل خط لانهائي لها كثافة الشحنة (λ). تخيل سطح مغلق على شكل إسطوانة حول الخط الانهائي من الشحنة.

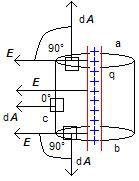
سطح غاوسي مغلق على شكل إسطوانة يحتوي خط لانهائي من الشحنة بداخله (مركزه).

إذا كانت (h) هي طول السطح الإسطواني الغاوسي فإن الشحنة (q) داخل الإسطوانة الغاوسية تساوي
{\displaystyle q=h\lambda }
, هناك ثلاثة أسطح وهي a و b و c كما هو موضوح في الصورة. ,تفاضل المتجه المساحي هو dA على كلٌ من سطح a و b و c.
التدفق الكهربائي يتكون من ثلاثة مساهمات
{\displaystyle \Phi _{E}=\,\!}
{\displaystyle \scriptstyle A\,\!} {\displaystyle \mathbf {E} \cdot d\mathbf {A} =\int \!\!\!\!\int _{a}\mathbf {E} \cdot d\mathbf {A} +\int \!\!\!\!\int _{b}\mathbf {E} \cdot d\mathbf {A} +\int \!\!\!\!\int _{c}\mathbf {E} \cdot d\mathbf {A} }
الأسطح a و b متعامدان مع E و dA، ولكن السطح c متوازي مع dA و E كما هو موضح بالصورة.
{\displaystyle {\begin{aligned}\Phi _{E}&=\int \!\!\!\!\int _{a}EdA\cos 90^{\circ }+\int \!\!\!\!\int _{b}EdA\cos 90^{\circ }+\int \!\!\!\!\int _{c}EdA\cos 0^{\circ }\\&=E\int \!\!\!\!\int _{c}dA\\\end{aligned}}}
فإن مساحة سطح الإسطوانة تساوي
{\displaystyle \int \!\!\!\!\int _{c}dA=2\pi rh}
فإن
{\displaystyle \Phi _{E}=E2\pi rh}
وإستنتجنا سابقاً
{\displaystyle q=h\lambda }
وحسب قانون غاوس
{\displaystyle \Phi _{E}={\frac {q}{\varepsilon _{0}}}}
وإذا استبدلنا ΦE فإن
{\displaystyle E2\pi rh={\frac {\lambda h}{\varepsilon _{0}}}\quad \Rightarrow \quad E={\frac {\lambda }{2\pi \varepsilon _{0}r}}}